# Estación Terminal Asa Sul
La Estación Terminal Asa Sul es una de las estaciones del Metro de Brasilia, situada en Brasilia, entre la Estación 114 Sul y la Estación Shopping. La estación está localizada fuera de la región urbana.
Fue inaugurada en 2001 y posee conexión con autobús.

## Cercanías
- Terminal de Ómnibus del Asa Sul
- Proyecto Perro-Guía de Ciegos
- 1ª Delegación de Policía (1ª DP)
- CTO (Centro de Entrenamiento Operacional Coronel Luiz Carlos da Fonseca Cardoso)